# Minto (Ontario)
Minto es un pueblo canadiense situado en la provincia de Ontario.

## Superficie
Minto tiene una superficie de 300,19 km².

## Demografía
En 2021, tenía 9094 habitantes, una densidad poblacional de 30,3 hab./km², y 3885 viviendas.